# (1934) Jeffers
(1934) Jeffers es un asteroide que forma parte del cinturón de asteroides y fue descubierto por Arnold R. Klemola el 2 de diciembre de 1972 desde el observatorio Lick del monte Hamilton, Estados Unidos.

## Designación y nombre
Jeffers recibió inicialmente la designación de 1972 XB.
Posteriormente se nombró en honor del astrónomo estadounidense Hamilton Jeffers (1893-1976).

## Características orbitales
Jeffers está situado a una distancia media de 2,389 ua del Sol, pudiendo alejarse hasta 3,108 ua. Su inclinación orbital es 23,15° y la excentricidad 0,3006. Emplea en completar una órbita alrededor del Sol 1349 días.